# Rajhovski maršal (Wehrmacht)
Rajhovski maršal (izvirno nemško Reichsmarschall) je bil najvišji vojaški čin v oboroženih silah Tretjega rajha.
Nižji čin je bil feldmaršal v Heeru in v tretji veji Wehrmachta (Kriegsmarine) čin velikega admirala, medtem ko mu je v Waffen-SS podrejen čin SS-Reichsführerja.

## Oznaka čina
Oznaka čina  je bila sledeča:
- naovratna oznaka čina je bila sestavljena iz: prekrižanega para zlatih maršalskih batonov, zlatega hrastovega venca in zlate obrobe okoli celotne oznake;
- naramenska oznaka čina je bila sestavljena iz štirih zlatih prepletenih vrvic, na kateri se je nahajal en par prekrižanih zlatih maršalskih batonov in nemški orel.

Galerija
- Naovratna oznaka čina
- Osnovna naramenska oznaka čina